# Gävle (gemeente)
Gävle (verouderde schrijfwijze: Gefle) is een Zweedse gemeente en stad in de provincie Gävleborgs län. De stad ligt minder dan 200 km ten noorden van Stockholm. De hele gemeente heeft 92.205 inwoners en een oppervlakte van ongeveer 1700 km².

## Plaatsen

### Tätorter
| - Gävle (stad) - Valbo - Forsbacka - Hedesunda - Norrsundet - Bergby - Sälgsjön | - Åbyggeby - Forsby - Hamrångefjärden - Furuvik - Lund - Björke | - Trödje - Bönan - Norrlandet - Totra - Berg - Hagsta |

### Småorter
| - Björke (oostelijk deel) - Hillevik - Utvalnäs - Häcklinge - Oppala - Mårtsbo - Axmar by - Harkskär - Ölbo | - Eskön en Esköränningen - Allmänninge - Småmuren - Hästbo - Alborga - Grinduga - Östanbäck en Lund - Åbyggeby (tegelbruket) | - Berg en Sjökalla - Sikvik - Totra (småort) - Finnböle - Backa - Lövåsen en Dansheden - Brunnsvik - Hillsjöstrand |

## Zustersteden
Een zusterstad van Gävle is:
- Buffalo City in Zuid-Afrika